# Pippo Caruso
Giuseppe "Pipo" Caruso (Belpasso, 22 de diciembre de 1935 – Fara in Sabina, 28 de mayo de 2018) fue un compositor, director de orquesta y arreglista italiano.

## Biografía
Dirigió la orquesta RAI de Roma y Milán, la orquesta sinfónica del Festival de Sanremo, la orquesta sinfónica de la RAI, de Roma y del Lazio, entre otras. Ha dejado en su historia programas de televisión de gran éxito, presentado por su amigo y mentor Pippo Baudo, como Fantastico, Serata d'onore, Numero Uno, Domenica in, así como varias ediciones del Festival de Sanremo. Además de Pippo Baudo, ha contribuido al lanzamiento de estrellas como Heather Parisi y Lorella Cuccarini, para las cuales ha escritor canciones (Anche noi, Tutto matto, Io ballerò).
A lo largo de su carrera, ha trabajado con casi todos los artistas del espectáculo italiano, haciendo discos de gran éxito con Domenico Modugno, Ornella Vanoni, Eduardo De Crescenzo, Mia Martini, Bruno Lauzi, Lino Toffolo, New Trolls, Enzo Jannacci, Alberto Sordi, Enrico Montesano, Nino Manfredi, Orietta Berti, Pippo Franco, Loretta Goggi,  Nino Taranto, Lino Banfi, Umberto Smaila, Alberto Lionello, Sandra Mondaini, con temas como Il Maestro di violino, L'amore è, Ancora, Johnny Bassotto, Isotta, La tartaruga.
También ha hecho actuaciones con artistas internacional de la talla de Liza Minnelli, Céline Dion, Michael Bolton, George Benson, Andreas Vollenweider, Katia Ricciarelli, Andrea Bocelli, Giorgia, Kenny G, Charles Aznavour, Gilbert Bécaud, Michael Bublé, Pat Metheny. Además, escribió las bandas sonoras de películas como Maladolescenza (1975), Porca società (1978), L'occhio dietro la parete (1977), Le evase - Storie di sesso e di violenze o Massimamente folle (1985) además de música para ficciones televisivas y espectáculos teatrales como Liolà o Serata d'onore.

## Filmografía
- Matad a Johnny Ringo (Uccidete Johnny Ringo), de Gianfranco Baldanello (1966)
- Chi?, serie TV (1976)
- Maladolescenza, de Pier Giuseppe Murgia (1977)
- L'occhio dietro la parete, de Giuliano Petrelli (1977)
- Las evadidas (Le evase - Storie di sesso e di violenze), de Giovanni Brusatori (1978)
- Los violentos del Magnum 38 (Porci con la P.38), de Gianfranco Pagani (1978)
- Sábado negro (Porca società), de Luigi Russo (1978)
- Massimamente folle, de Massimo Troiani (1985)